# Mirosław Mazur
Mirosław Jerzy Mazur (ur. 24 marca 1968 w Zawierciu) – polski polityk, samorządowiec, od 2006 do 2010 prezydent Zawiercia, w latach 2023–2024 przewodniczący Sejmiku Województwa Śląskiego.

## Życiorys
Absolwent Technikum Elektronicznego w Sosnowcu. Studiował elektronikę i pedagogikę na Politechnice Śląskiej w Gliwicach. Ukończył studia na Akademii Ekonomicznej w Katowicach, a także studia podyplomowe na Uniwersytecie Śląskim.
Pracę zawodową rozpoczął w 1993 w Telekomunikacji Polskiej S.A. w Sosnowcu. Przez około dziesięć lat zajmował się nadzorowaniem i realizacją projektów w ramach grupy France Télécom. Od 1998 do 2000 zajmował stanowisko dyrektora rejonu TP S.A. w Zawierciu.
Prowadził wykłady w Regionalnym Ośrodku Szkolenia Kadr w Sosnowcu, w latach 1994–1996 był także zatrudniony w Technikum Górniczym w Sosnowcu jako nauczyciel przedmiotów telekomunikacyjnych.
Został działaczem Platformy Obywatelskiej. W drugiej turze wyborów samorządowych w 2006 został wybrany na urząd prezydenta miasta. Cztery lata później bez powodzenia ubiegał się o reelekcję, uzyskał mandat radnego miasta. W tym samym roku zatrudniony jako specjalista w Orange Polska. W 2014, 2018 i 2024 z rekomendacji PO uzyskiwał mandat radnego sejmiku śląskiego V, VI i VII kadencji. 30 października 2023 został przewodniczącym sejmiku VI kadencji. Pełnił tę funkcję do końca kadencji w 2024.